# Сан Феличе Чирчео
Сан Фелѝче Чирчѐо (на италиански: San Felice Circeo) е пристанищно градче и община в Централна Италия, провинция Латина, регион Лацио. Разположено е на брега на Тиренско море. Населението на общината е 8964 души (към 2010 г.).